# Tham mưu trưởng Không quân Hoa Kỳ

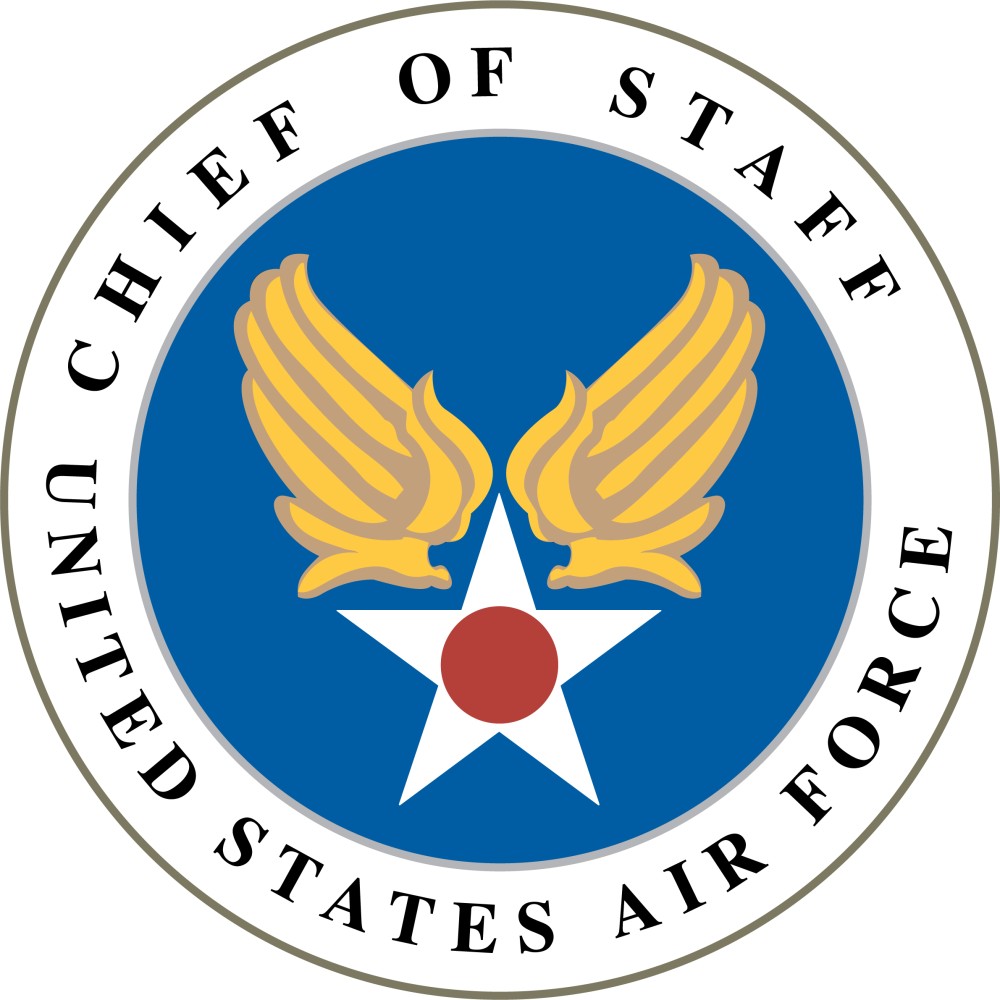
Con dấu Tham mưu trưởng Không lực Hoa Kỳ

Tham mưu trưởng Không lực Hoa Kỳ (Chief of Staff of the Air Force) là vị sĩ quan cao cấp trong Không lực Hoa Kỳ và là một thành viên trong Bộ tổng tham mưu Liên quân Hoa Kỳ. Tham mưu trưởng Không lực lãnh đạo Bộ tham mưu Không lực Hoa Kỳ và báo cáo trực tiếp với Bộ trưởng Không lực Hoa Kỳ về các vấn đề có liên quan đến Không lực Hoa Kỳ. Dưới quyền của bộ trưởng, Tham mưu trưởng Không lực có trách nhiệm tổ chức, huấn luyện và trang bị cho trên 700.000 người trong đó có quân nhân hiện dịch, Vệ binh Quốc gia, lực lượng trừ bị và những nhân viên dân sự phục vụ tại Hoa Kỳ và ở hải ngoại. Tham mưu trưởng cũng đặc trách về việc điều hợp nhân sự và nguồn lực đến cho các tư lệnh của các bộ tư lệnh tác chiến thống nhất . Tham mưu trưởng Không lực cũng thực thi tất cả các chức năng được diễn tả trong Mục 8033, Điều 10, Bộ luật Hoa Kỳ và những chức năng được Bộ trưởng Không lực Hoa Kỳ giao phó, hay giao các nhiệm vụ và trách nhiệm này cho các sĩ quan khác trong bộ tham mưu của mình dưới danh nghĩa của chính mình.
Tham mưu trưởng Không lực được Tổng thống Hoa Kỳ đề cử và bổ nhiệm nhưng phải được Thượng viện Hoa Kỳ xác nhận bằng một tỉ lệ đa số phiếu. Theo luật, Tham mưu trưởng Không lực được bổ nhiệm với cấp bậc tướng 4-sao. Giống như các tham mưu trưởng khác, Tham mưu trưởng Không lực là một chức vụ hành chính, không có thực quyền tư lệnh đối với Không lực Hoa Kỳ.
Tham mưu trưởng Không quân thứ 23 và hiện tại là Đại tướng David W. Allvin

## Danh sách các tham mưu trưởng không lực theo thời gian
Trước khi chức vụ này được thiết lập, đại tướng Henry H. Arnold được bổ nhiệm là Tư lệnh Không lực Hoa Kỳ trong thời Chiến tranh thế giới thứ hai. Sau đó ông được thăng chức lên cấp bậc trọn đời là Thống tướng Không lực.
| No.      | Image           | Name                 | Term of Office    | Term of Office    | Term of Office  | Primary Background                      | Secretaries served under:                                 | Secretaries served under:                                                              |
| No.      | Image           | Name                 | Began             | Ended             | Days of Service | Primary Background                      | Air Force                                                 | Defense                                                                                |
| -------- | --------------- | -------------------- | ----------------- | ----------------- | --------------- | --------------------------------------- | --------------------------------------------------------- | -------------------------------------------------------------------------------------- |
| 1        |                 | Carl A. Spaatz       | 26 September 1947 | 29 April 1948     | 216             | Fighters                                | Stuart Symington                                          | James Forrestal                                                                        |
| 2        |                 | Hoyt S. Vandenberg   | 30 April 1948     | 29 June 1953      | 1887            | Attack and Fighters                     | Stuart Symington Thomas K. Finletter Harold E. Talbott    | James Forrestal Louis A. Johnson George C. Marshall Robert A. Lovett Charles E. Wilson |
| 3        |                 | Nathan F. Twining*   | 30 June 1953      | 30 June 1957      | 1461            | Fighters and Bombers                    | Harold E. Talbott Donald A. Quarles James H. Douglas, Jr. | Charles E. Wilson                                                                      |
| 4        |                 | Thomas D. White      | 1 July 1957       | 30 June 1961      | 1460            | Observation aircraft and Staff          | James H. Douglas, Jr. Dudley C. Sharp Eugene M. Zuckert   | Charles E. Wilson Neil H. McElroy Thomas S. Gates Robert S. McNamara                   |
| 5        |                 | Curtis E. LeMay      | 30 June 1961      | 31 January 1965   | 1311            | Bombers                                 | Eugene M. Zuckert                                         | Robert S. McNamara                                                                     |
| 6        |                 | John P. McConnell    | 1 February 1965   | 31 July 1969      | 1641            | Fighters                                | Eugene M. Zuckert Harold Brown Robert C. Seamans, Jr.     | Robert S. McNamara Clark M. Clifford Melvin R. Laird                                   |
| 7        |                 | John D. Ryan         | 1 August 1969     | 31 July 1973      | 1460            | Bombers                                 | Robert C. Seamans, Jr. John L. McLucas                    | Melvin R. Laird Elliot Richardson James R. Schlesinger                                 |
| 8        |                 | George S. Brown*     | 1 August 1973     | 30 June 1974      | 333             | Bombers                                 | John L. McLucas                                           | James R. Schlesinger                                                                   |
| 9        |                 | David C. Jones*      | 1 July 1974       | 20 June 1978      | 1450            | Bombers                                 | John L. McLucas Thomas C. Reed John C. Stetson            | James R. Schlesinger Donald H. Rumsfeld Harold Brown                                   |
| 10       |                 | Lew Allen Jr.        | 1 July 1978       | 30 June 1982      | 1460            | Bombers                                 | John C. Stetson Hans Mark Verne Orr                       | Harold Brown Caspar Weinberger                                                         |
| 11       |                 | Charles A. Gabriel   | 1 July 1982       | 30 June 1986      | 1460            | Fighters                                | Verne Orr Russell A. Rourke Edward C. Aldridge Jr.        | Caspar Weinberger                                                                      |
| 12       |                 | Larry D. Welch       | 1 July 1986       | 30 June 1990      | 1460            | Fighters                                | Edward C. Aldridge Jr. Donald B. Rice                     | Caspar Weinberger Frank Carlucci Dick Cheney                                           |
| 13       |                 | Michael J. Dugan     | 1 July 1990       | 17 September 1990 | 78              | Fighters                                | Donald B. Rice                                            | Dick Cheney                                                                            |
| (Acting) |                 | John M. Loh          | 18 September 1990 | 29 October 1990   | 41              | Fighters                                | Donald B. Rice                                            | Dick Cheney                                                                            |
| 14       |                 | Merrill A. McPeak    | 30 October 1990   | 25 October 1994   | 1456            | Fighters                                | Donald B. Rice Sheila E. Widnall                          | Dick Cheney Les Aspin William J. Perry                                                 |
| 15       |                 | Ronald R. Fogleman   | 26 October 1994   | 1 September 1997  | 1041            | Fighters                                | Sheila E. Widnall                                         | William J. Perry William S. Cohen                                                      |
| (Acting) |                 | Ralph E. Eberhart    | 2 September 1997  | 5 October 1997    | 33              | Fighters                                | Sheila E. Widnall                                         | William S. Cohen                                                                       |
| 16       |                 | Michael E. Ryan      | 6 October 1997    | 5 September 2001  | 1430            | Fighters                                | Sheila E. Widnall F. Whitten Peters James G. Roche        | William S. Cohen Donald H. Rumsfeld                                                    |
| 17       |                 | John P. Jumper       | 6 September 2001  | 2 September 2005  | 1457            | Fighters                                | James G. Roche                                            | Donald H. Rumsfeld                                                                     |
| 18       |                 | T. Michael Moseley   | 2 September 2005  | 12 July 2008      | 1044            | Fighters                                | Michael Wynne                                             | Donald H. Rumsfeld Robert M. Gates                                                     |
| (Acting) |                 | Duncan J. McNabb     | 12 July 2008      | 12 August 2008    | 31              | Airlift                                 | Michael B. Donley                                         | Robert M. Gates                                                                        |
| 19       |                 | Norton A. Schwartz   | 12 August 2008    | 10 August 2012    | 1459            | Airlift and Special Operations aircraft | Michael B. Donley                                         | Robert M. Gates Leon Panetta                                                           |
| 20       |                 | Mark A. Welsh III    | 10 August 2012    | 24 June 2016      | 1414            | Attack and Fighters                     | Michael B. Donley Deborah Lee James                       | Leon Panetta Chuck Hagel Ashton Carter                                                 |
| 21       |                 | David L. Goldfein    | 1 July 2016       | 6 August 2020     | 1496            | Fighters                                | Deborah Lee James Heather Wilson                          | Ashton Carter James Mattis                                                             |
| 22       |                 | Charles Q. Brown Jr. | 6 August 2020     | 29 September 2023 | 1149            | Fighters                                | Barbara Barret Frank Kendall III                          | Mark Esper Lloyd Austin                                                                |
| Acting   |                 | David W. Allvin      | 29 September 2023 | 2 November 2023   | 34              | Airlift                                 | Frank Kendall III                                         | Lloyd Austin                                                                           |
| 23       | 2 November 2023 | David W. Allvin      | Incumbent         | 259               |                 | Airlift                                 | Frank Kendall III                                         | Lloyd Austin                                                                           |

*: Các cá nhân này cũng từng phục vụ trong chức vụ Tổng tham mưu trưởng Liên quân Hoa Kỳ:
- Twining phục vụ từ tháng 8 năm 1957 đến tháng 9 năm 1960.
- Brown phục vụ từ tháng 7 năm 1974 đến tháng 6 năm 1978.
- Jones phục vụ từ tháng 6 năm 1978 đến tháng 6 năm 1982.